# Kollonitz von Kollograd
La famiglia Kollonitz von Kollograd è una famiglia nobile croata, successivamente diramatasi anche in Austria ed in Ungheria.

## Storia
La famiglia Kollonitz von Kollograd possedeva già dei feudi nel XIII secolo. Dopo essere stata costretta a migrare a causa delle invasioni dei turchi, la famiglia si trasferì dapprima in Stiria e poi in Austria dal XV secolo.
Thomas Kollonitz, vissuto nel XIV secolo, venne elencato da Balthasar Adam Kercselich nel suo Notitia de Regnis Dalmatiae, Croatiae come Thomas de Kológrad, dictus Kolloniche e residente in Croazia sotto il regno di Dabiša di Bosnia. Questi è il primo della casata ad aver adottato il cognome di Kollonich poi Kollonitz in quanto anticamente gli altri membri della famiglia erano chiamati solo Kollograd. Il cognome Kollonitz apparteneva ad una famiglia carinziana con cui i ollograd erano imparentati e della quale assunsero insieme al loro il cognome dopo l'estinzione di questi.
La linea principale della casata ebbe inizio con certezza attorno al 1400 con la figura di Nicolaus Kollonics von Kollograd, probabilmente il figlio di Thomas, sposato con Maria Krussitsch von Lupoglava. Suo nipote Georg († 1509) fece costruire il castello di Schleinitz. Seyfried (Siegfried) von Kollonitz († 17 novembre 1555), figlio di Georg e del suo secondo matrimonio con Barbara von Rottal, fu dottore utroque iure e si distinse nel 1529 durante il Primo assedio di Vienna, venendo elogiato da Carlo V del Sacro Romano Impero, divenendo poi primo ciambellano, mantenendo tale carica anche sotto il suo successore Ferdinando I d'Austria per un totale di 40 anni, reggendo il consiglio per la Bassa Austria. Questi sposò Johanna von Orschon.
La famiglia Kollonitz ottenne la nobilitazione sotto l'imperatore Rodolfo II del Sacro Romano Impero col titolo di baroni imperiali dal 1º settembre 1588. Nel 1598 e nel 1604 la famiglia ricevette l'indigenato d'Ungheria e nel 1607 quello della Boemia. Ottennero successivamente il titolo comitale nel 1646.

## Personalità di rilievo

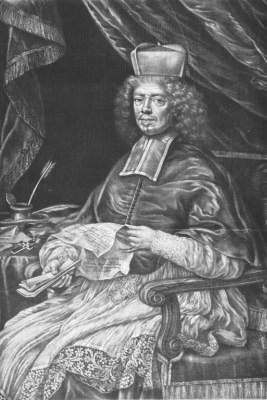
Il cardinale Leopold Karl von Kollonitsch in una stampa d'epoca

- Siegfried von Kollonitsch (1572-1624), figlioccio dell'imperatore Massimiliano II del Sacro Romano Impero, fu feldmaresciallo imperiale e combatté in Ungheria contro Gabriel Báthory
- Ulrich Johann von Kollonitz (1606-1683), consigliere privato e tesoriere imperiale
- Leopold Karl von Kollonitsch (1631-1707), cardinale e primate d'Ungheria
- Siegmund von Kollonitz (1677–1751), cardinale
- Adam Kollonics von Kollógrad (1651-1726), figlio di Ullrich Johann (1606-1683), fu feldmaresciallo imperiale dal 1723 e guardiano della corona d'Ungheria
- Joseph Kollonitz von Kollograd (1740-1799), maggiore generale dell'esercito imperiale

## Possedimenti

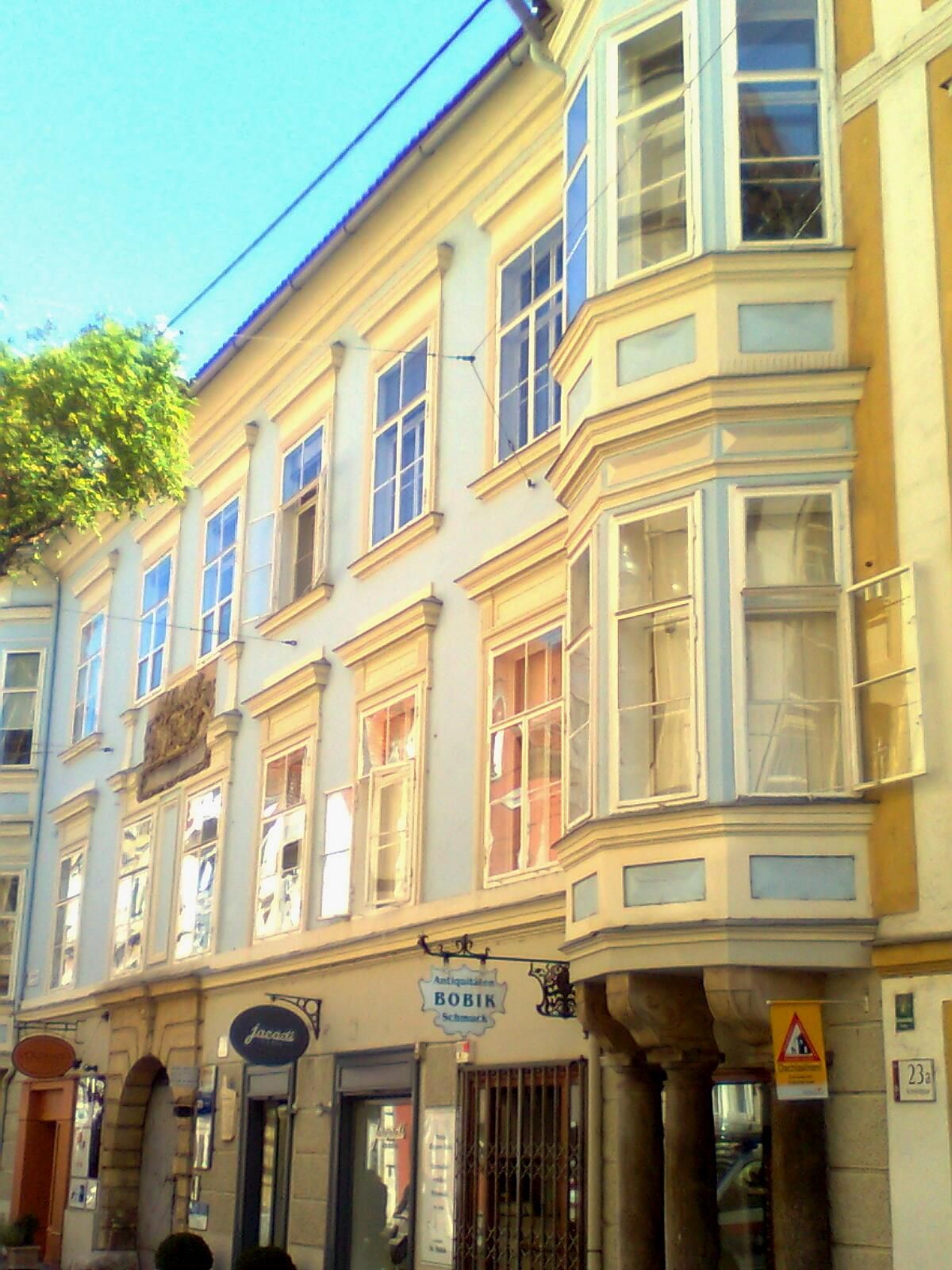
Palazzo Kollonitsch, Graz
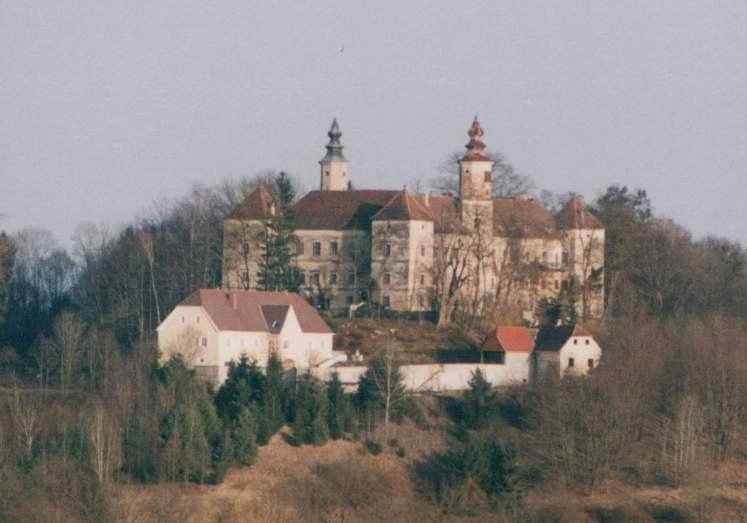
Castello di Freiberg
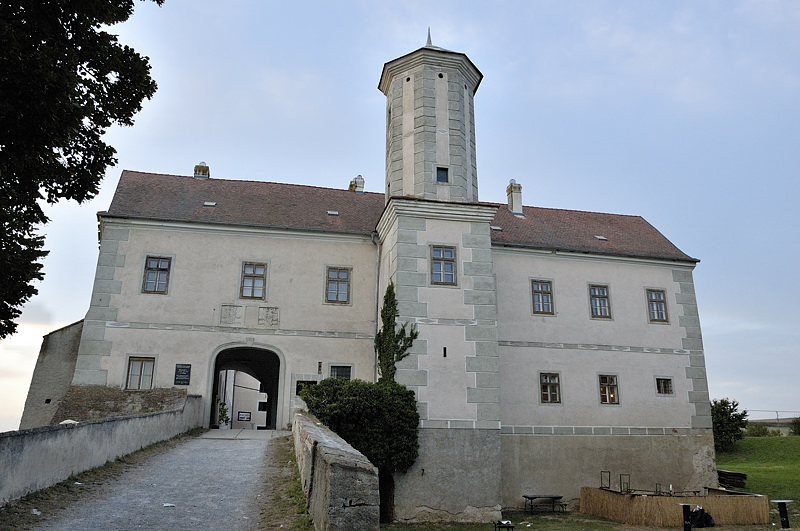
Castello di Jedenspeigen
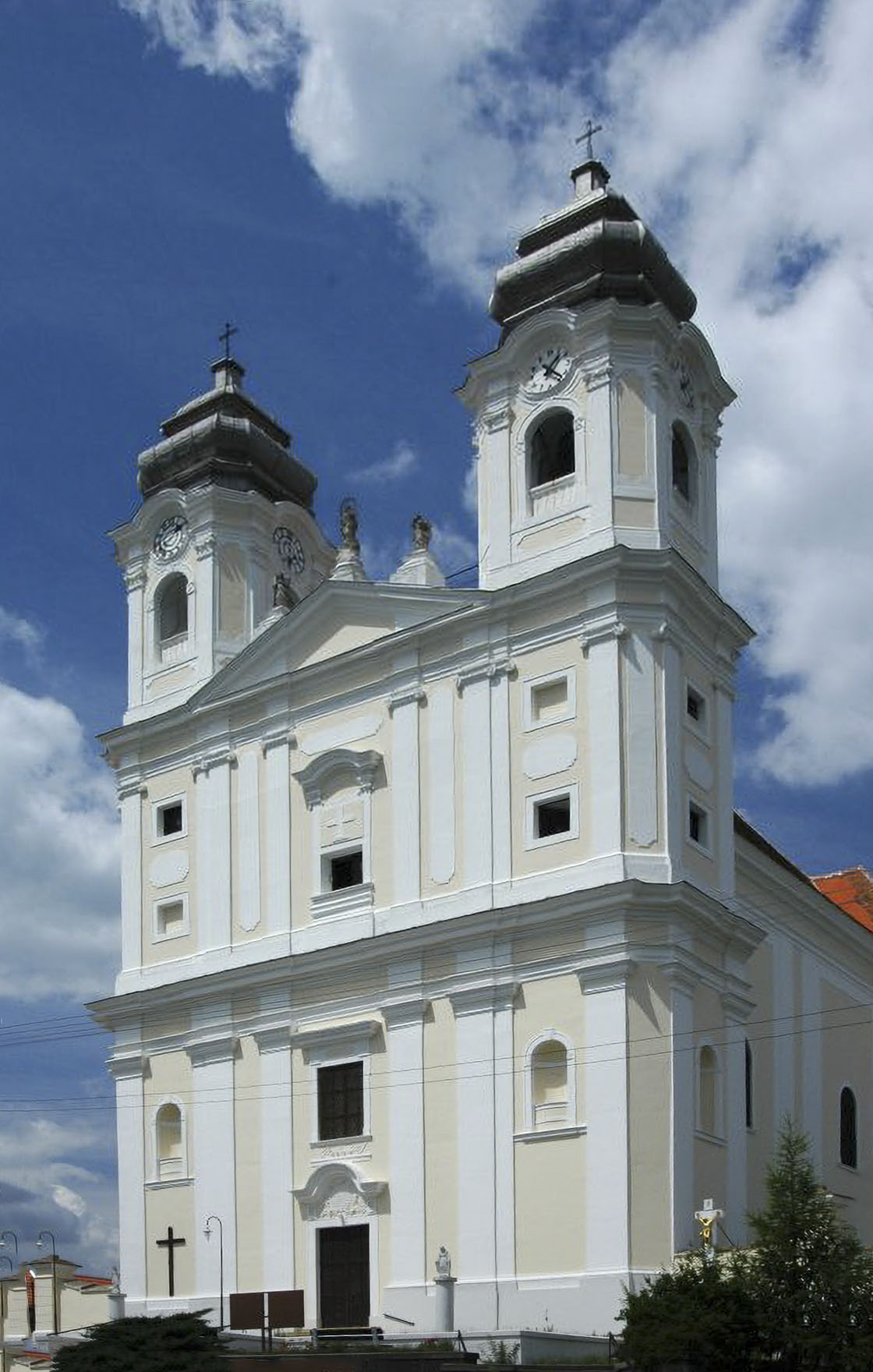
Großschützen, Slovacchia
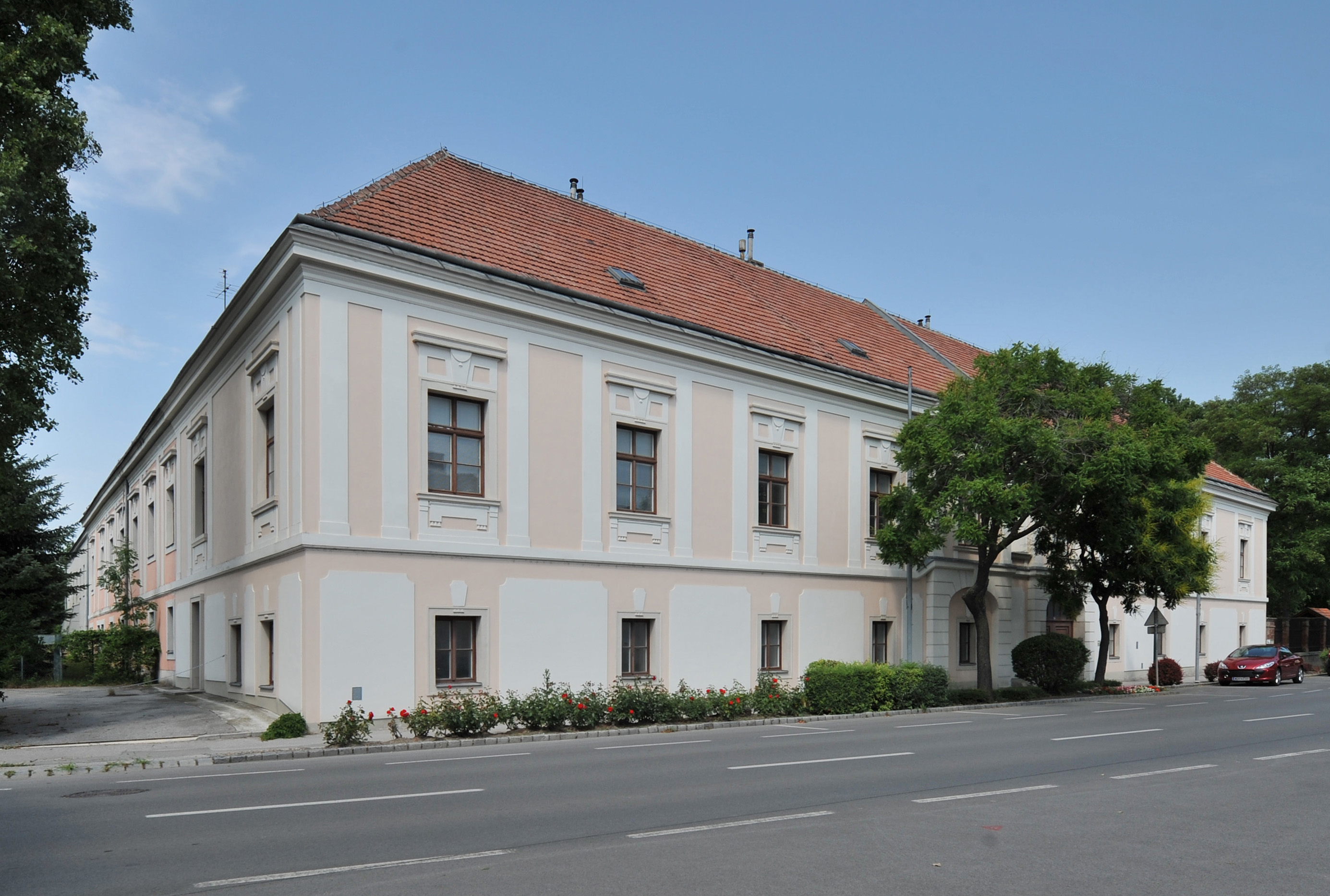
Castelo di Wasenhof, Biedermannsdorf bei Wien